# Mandatno-volilna komisija Državnega zbora Republike Slovenije
Mandatno-volilna komisija je stalna komisija Državnega zbora Republike Slovenije. V prejšnjih mandatih je bil njen naziv Mandatno-imunitetna komisija Državnega zbora Republike Slovenije.

## Delovanje
Delovanje komisije je določeno v Poslovniku državnega zbora:
Mandatno-volilna komisija:
- opravlja zadeve v zvezi s potrditvijo mandatov poslancev,
- obravnava vprašanja v zvezi z imuniteto poslancev, sodnikov ustavnega sodišča, sodnikov ter varuha človekovih pravic in njegovih namestnikov,
- obvešča zbor o primerih, ki imajo za posledico prenehanje poslančevega mandata,
- obravnava predloge zakonov in drugih aktov, ki urejajo položaj ter pravice poslancev in generalnega sekretarja,
- obravnava vprašanja iz pristojnosti državnega zbora v zvezi z volitvami, imenovanji in razrešitvami, kadar to določa zakon, ta poslovnik ali drug akt državnega zbora,
- predlaga državnemu zboru v imenovanje ali izvolitev funkcionarje, če tako določa zakon, ta poslovnik ali drug akt državnega zbora,
- daje soglasje k imenovanju funkcionarjev, če zakon tako določa,
- sprejema akte o plačah in drugih osebnih prejemkih in povračilih ter dopustih poslancev in generalnega sekretarja,
- opravlja druge naloge, ki jih določa zakon, ta poslovnik ali drug akt državnega zbora.

## Sestava
4. državni zbor Republike Slovenije
- izvoljena: ?
- predsednik: Franc Sušnik
- podpredsednik: Josip Bajc, Borut Sajovic
- člani: Janez Drobnič, Ivan Jelen, Miran Jerič, Jožef Jerovšek, Dušan Kumer, Rudolf Moge, Sašo Peče, Marijan Pojbič, Miran Potrč, Maria Pozsonec, Jakob Presečnik, Bojan Rugelj, Alojz Sok, Jožef Školč, Matjaž Švagan, Jože Tanko, Cvetka Zalokar Oražem, Bogomir Zamernik

5. državni zbor Republike Slovenije
- izvoljena: ?
- predsednik: Dušan Kumer
- podpredsednik: Joško Godec, Iztok Podkrižnik
- člani: Marjan Bezjak, Julijana Bizjak Mlakar, László Göncz, Ivan Grill, Franci Kek, Bojan Kontič, Silven Majhenič, Miran Potrč, Jakob Presečnik, Borut Sajovic, Jože Tanko, Andrej Vizjak, Cvetka Zalokar Oražem, Melita Župevc

6. državni zbor Republike Slovenije
- imenovana: 21. december 2011
- predsednik: Jani Möderndorfer (PS)
- podpredsednika: Sonja Ramšak (SDS) in Rihard Braniselj (Lista Virant)

7. državni zbor Republike Slovenije
- izvoljena: 1. avgust 2014
- Predsednik: Mitja Horvat (SMC)
- Podpredsednik: Ivan Hršak (DeSUS)
- Člani: Julijana Bizjak Mlakar, Bojan Dobovšek, László Göncz, Margareta Guček Zakošek, Matjaž Hanžek, Lilijana Kozlovič, Jani Möderndorfer, Jasna Murgel, Maruša Škopac, Matej Tonin, Igor Zorčič, Branko Zorman

8. državni zbor Republike Slovenije
- Predsednik: Ivan Hršak (DeSUS)
- Podpredsednika: Andreja Zabret (LMŠ) in Ljubo Žnidar (SDS)
- Člani: Bah Žibert Anja, Golubović Brane, Han Matjaž, Horváth Ferenc, Horvat Jožef, Jeraj Alenka, Jurša Franc, Kociper Maša, Krivec Danijel, Muršič Bojana, Perič Gregor, Sluga Janja, Šiško Dušan, Tanko Jože, Tašner Vatovec Matej, Tomić Violeta

9. državni zbor Republike Slovenije
- izvoljena: 2022
- Predsednica: Janja Sluga (Svoboda)
- Podpredsedniki: Anja Bah Žibert (SDS), mag. Alma Intihar (Svoboda), mag. Darko Krajnc (Svoboda)
- Člani: mag. Nataša Avšič Bogovič, Janez Cigler Kralj, Jelka Godec, Ferenc Horváth, Alenka Jeraj, Andreja Kert, Danijel Krivec, Miha Lamut, Jurij Lep, mag. Bojana Muršič, Aleksander Prosen Kralj, Jože Tanko, dr. Matej Tašner Vatovec